# Tjørnuvík
Tjørnuvík [ˈtʃʰœdnʊvʊik] (dänischer Name: Tjørnevig) ist ein Ort der Färöer im äußersten Norden der Hauptinsel Streymoy. Der Ort ist ein wichtiger archäologischer Fundplatz mit Bedeutung für die färöische Geschichte.

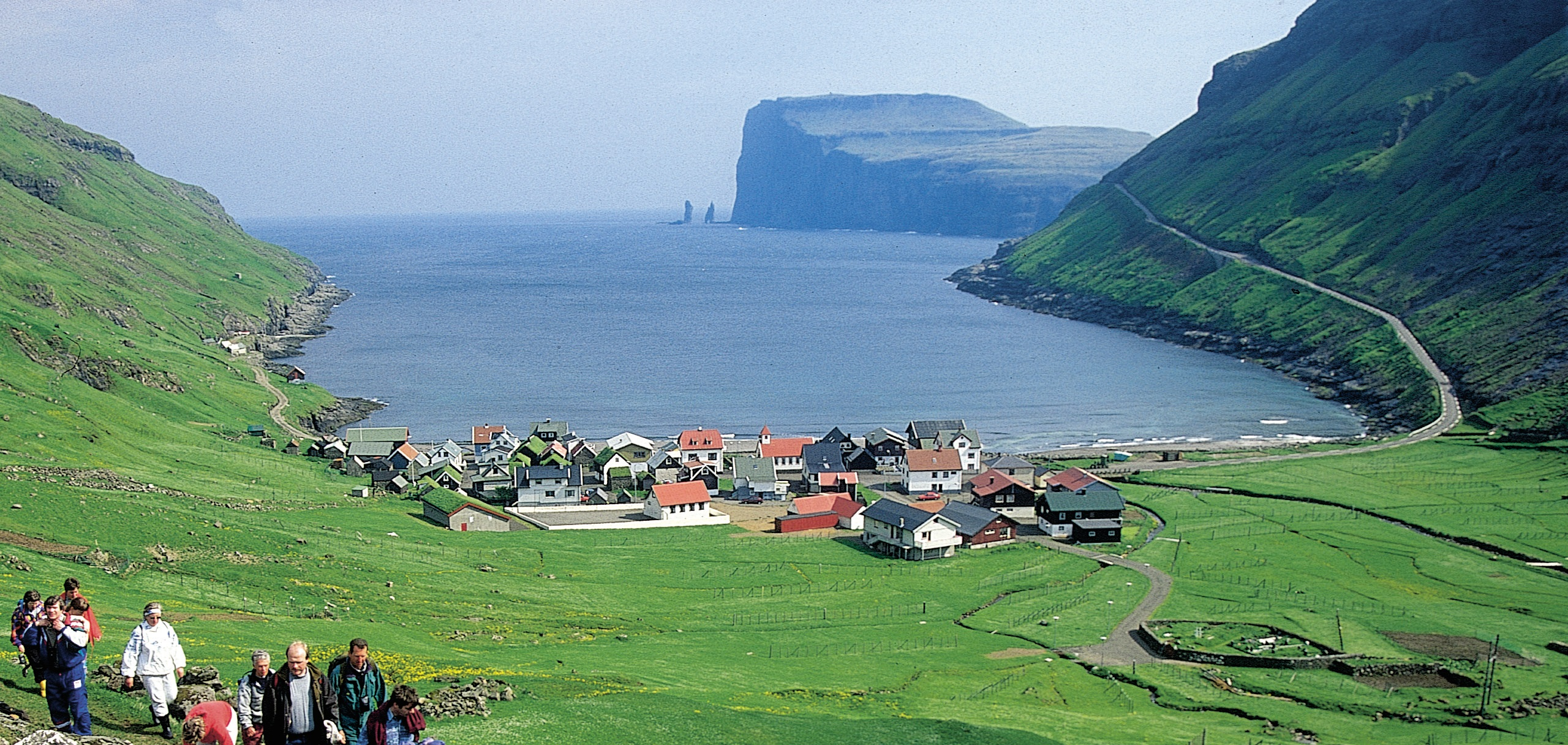
Tjørnuvík liegt zwar meist im Schatten, hat aber dafür einen Strand mit schöner Aussicht aufs Meer.

Der kleine Ort liegt an der Ostküste Streymoys. Bekannt ist Tjørnuvík für seinen kleinen Sandstrand (selten auf den Färöern) und den Blick auf die beiden Naturdenkmäler Risin und Kellingin.
In Tjørnuvík endet das Straßensystem auf der Insel. Daher gibt es hier keinen Durchgangsverkehr. Der Ort liegt eingebettet zwischen jäh aufsteigenden Bergen, und die Sonne scheint hier nur morgens, denn Tjørnuvík ist nur zum Osten hin offen. Entlang der steilen Küste führt eine einspurige Straße hierher, auf der auch ein Linienbus verkehrt.
Ein anspruchsvoller alter Pfad führt von Saksun über die Berge.
Die Dorfkirche wurde 1857 abgebaut und über den oben erwähnten Weg nach Saksun gebracht. Erst 1937 bekam Tjørnuvík eine neue Kirche, die heute noch genutzt wird.
1956 wurde hier während archäologischer Prospektionen unter Leitung von Sverri Dahl (erster Kurator des färöischen Nationalmuseums) das Grab einer Frau aus dem 10. Jahrhundert gefunden. Es ist eines der Zeugnisse der skandinavischen Landnahme der Wikingerzeit (siehe Wikingerzeit auf den Färöern).